# 新家颯
新家 颯（しんや そう、2003年8月14日 - ）は、和歌山県田辺市出身の元プロ野球選手（投手）。左投左打。NPBでは育成選手であった。

## 経歴

### プロ入り前
田辺市立会津小学校1年時にあいづクラブで野球を始め、田辺市立衣笠中学校では軟式野球部に所属した。
和歌山県立田辺高等学校では1年冬に左肘を手術。2年時はリハビリのため公式戦未登板だったが、リハビリ中に大竹耕太郎の投球フォームを参考にした新フォームを習得し、変化球のキレとコントロールが大きく向上した。3年夏の和歌山県大会は初戦敗退したものの、和歌山工を相手に9回3失点完投し、12三振を奪った。その試合を小園健太（市和歌山）の視察に訪れていた広島東洋カープスカウトの鞘師智也の目に留まり、ドラフト指名に繋がった。
2021年10月11日に行われたNPBドラフト会議において広島から育成選手ドラフト1位で指名され、11月14日に支度金290万円、年俸250万円（金額は推定）で仮契約を結んだ。背番号は126。

### 広島時代
2022年はウエスタン・リーグ公式戦の4試合に登板、1勝0敗、防御率4.50の成績を残した。
2023年はウエスタン・リーグ公式戦の24試合に登板、1勝1敗1セーブ、防御率3.91の成績を残した。
2024年はウエスタン・リーグ公式戦の9試合に登板、1勝0敗、防御率11.42。プロ入りから3年間で一軍昇格はなく、10月8日に戦力外通告を受けた。12月1日に同年限りで現役を引退することが報道された。

### 引退後
引退後は、教員を目指すため大学進学を視野に入れていると報道された。現在は保育士、小・中学校の教員を目指すため勉強に励んでいる。

## 選手としての特徴・人物
直球の最速は141km/h。打者の手元で鋭く曲がる縦スライダーが武器。スカウトの鞘師智也は「万人が投げられる感じではない特徴ある変化球」と評している。
投球フォームはオーバースローだが、試合前の調整法でサイドスローを織り交ぜるルーティンを持つ。そこに着目した黒田博樹球団アドバイザーの助言により、2024年はオーバースローとサイドスロー併用の変則投法を試合で実践した。

## 詳細情報

### 年度別投手成績
- 一軍公式戦出場なし

### 背番号
- 126（2022年 - 2024年）